# Leigh Brackett

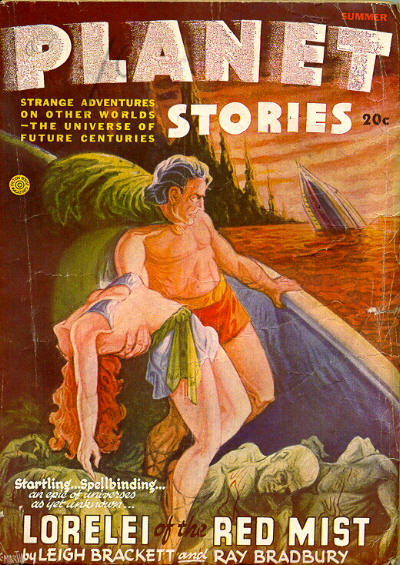
A Brackett és Bradbury által közösen írt The Lorelei of the Red Mist a Planet Stories címlapján 1946-ban

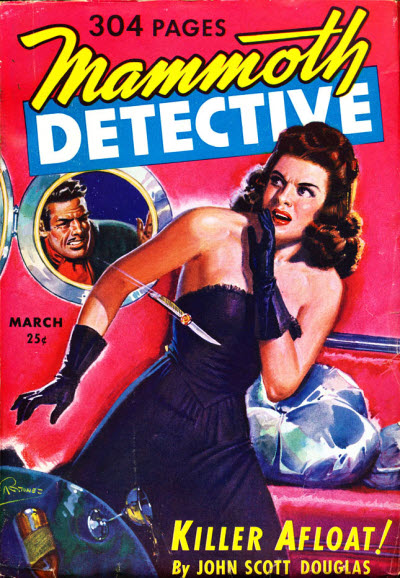
Brackett első detektívtörténete, a Murder in the Family a Mammoth Detective címlpján 1943-ban

Leigh Brackett (Los Angeles, 1915. december 7. – Lancaster, 1978. március 18.) amerikai tudományos-fantasztikus írónő.

## Élete
Szülővárosában nőtt fel. 1946. december 31.-én, 31 évesen ment feleségül Edmond Hamiltonhoz a kaliforniai San Gabrielben, az esküvőn a vőfély Ray Bradbury volt. Ezután az ohió-i Kinsmanbe költözött. Rákban hunyt el. 2020-ban Retro-Hugo-díjat kapott.

## Munkássága

#### A Naprendszer Brackett műveiben
A sokszor mint az "űropera királynőjeként" említett Brackett sci-fi munkáinak többsége az általa felépített Naprendszerben játszódik. A Mars nála épp, hogy lakható sivatagos világ, amelyet ősi, dekadens, többnyire humanoid fajok népesítenek be. A Vénusz primitív dzsungelbolygó, amelyet életerős törzsek és hüllőszörnyek foglalnak el. Noha Edgar Rice Burroughs hatása nyilvánvaló Brackett Mars-történeteiben, az ő cselekménye a bolygóközi kereskedelem és verseny világában zajlik.
Történeteinek fő témája az egyes civilizációk összecsapása; az írások gyarmatosítás hatásait mutatják be a gyarmatosítókénál idősebb vagy fiatalabb civilizációkra. Burroughs hősei arra vállalkoztak, hogy egész világokat alakítsanak át saját elképzeléseik szerint; Brackett hősei (akik gyakran antihősök) ki vannak szolgáltatva a náluk hatalmasabb tényezőknek. Miután a Mariner-program bebizonyította, hogy a Marson nincs élet, Brackett soha többé nem írt olyan munkát, amely a földi naprendszerben játszódott. Amikor az 1970-es években ismét sci-fivel kezdett foglalkozni, a cselekmény helyszínéül egy új, kitalált, földivel nem azonos naprendszert választott.

### Forgatókönyvírói tevékenysége
Nem sokkal első sci-fi történetei megjelenése után Brackett elkészítette első forgatókönyveit is. Howard Hawks hollywoodi rendezőt annyira lenyűgözte No Good from a Corpse című regénye, hogy felkérte segítsen William Faulknernek megírni a The Big Sleep (1946) forgatókönyvét. A filmet Brackett, William Faulkner és Jules Furthman írta, a főszereplő Humphrey Bogart volt. Miután férjhez mebt Brackett szüneteltette a forgatókönyvírást, s csak az 1950-es évek közepén kezdett újra ezzel foglalkozni. Howard Hawks megbízta, hogy legyen a társszerzője több John Wayne-filmnek, például Rio Bravo (1959), Hatari! (1962), El Dorado (1966) és Rio Lobo (1970). Ő készítette el Raymond Chandler The Long Goodbye című regényéből készült film forgatókönyvét is.

#### A Birodalom visszavág
Brackett dolgozott az A Birodalom visszavág, a Star Wars első folytatása forgatókönyvén. A film 1981-ben Hugo-díjat nyert, ám a forgatókönyv, amely alapján elkészült eltért a Brackett által írottól. George Lucas elmondta, hogy felkérte Brackettet, hogy az ő története alapján készítse el a forgatókönyvet. Brackett készített is egy vázlatot Star Wars sequel címmel. Ezt nem sokkal Brackett halála előtt, 1978. március 18-án kézbesítették Lucasnak.
George Lucasnak nem tetszett a Brackett-féle forgatókönyv, elkészített két újabb változatot, majd miután elkészült az Az elveszett frigyláda fosztogatói forgatókönyvével az anyagot Lawrence Kasdannak adta át, hogy dolgozzon át néhány párbeszédet. A film végén a stáblistában Brackett és Kasdan neve szerepel mint forgatókönyvíró (George Lucas nem). Brackett nevét tiszteletből tüntették fel annak ellenére, hogy a film végleges változatának elkészítésében halála miatt már nem vett részt. Laurent Bouzereau Star Wars: The Annotated Screenplays című munkájában írja, hogy Lucasnak nem tetszett Brackett forgatókönyve, elvetette azt, s két továbbit készített, mielőtt átadta volna a munkát Kasdannak.
Brackett forgatókönyvét több mint harminc éven át csak két helyen lehetett elolvasni: a Portales-i Eastern New Mexico Egyetem könyvtárában és a kaliforniai Lucasfilm archívumában. Hivatalosan először 2016 februárjában publikálták. Brackett változatában Luke Skywalker, Leia Organa és Han Solo közt szerelmi háromszög volt, Yodát Minch-nek hívták, Luke-nak volt egy titkos, Nellith nevű nővére, Lando Calrissiant Lando Kaddarként ismerték. Luke apja nem volt azonos Darth Vaderrel, s mint az erő szelleme jelenik meg a Dagobah-rendszerben. Han Solonak van egy nagybátyja, Ovan Marek, aki Palpatine után a galaxis leghatalmasabb embere. A film azzal zárul, hogy han elindul megkeresni a nagybátyját.
John Saavedra, a Den of Geek weboldalon így írt: Brackett piszkozata, noha határozottan újraírásra és finomításra szorul, magában hordozza azokat a nagy pillanatokat, amelyeket végül a moziban láthattunk. Benne van a Hoth-i csata (a látottnál kezdetlegesebb formában), benne vannak egy régi Jedi-mester bölcs szavai, az átkelés a halálos aszteroida-mezőn, egy, a látottnál sokkal nyilvánvalóbb szerelmi háromszög, egy hatalmas város a fellegek közt, árulások s a végén Luke Skywalker és Darth Vader párbaja.

## Magyarul megjelent művei
- Rémség az űrből (novella, Galaktika 33., 1979)
- Az Örökre Elmentek Tava (novella, Metagalaktika 9., 1986)
- Rhiannon kardja (regény, folytatásokban közölve: Galaktika 90., 91., 92., 1988)
- A rőt csillag (regény, ford. Baranyi Gyula; 1992, Móra Kiadó, ISBN 9631168522, folytatásokban megjelent az Atlantisz magazinban is 1991-ben)
- Star wars, 1-3.; Lap-ics, Debrecen, 1997
  - 3. A Birodalom visszavág; szöveg George Lucas alapján Donald F. Glut, forgatókönyv Leigh Brackett, Lawrence Kasdan
- Az Őrült Hold Bíbor Papnője (novella, Galaktika 180., 2005)
- A szivárvány minden színe (novella, Galaktika 329., 2017)
- Sinharat titka (kisregény, Galaktika 329XL, 2017)
- Rhiannon varázslója (kisregény, Galaktika 329XL, 2017)
- Stark és a Csillagkirályok (novella, Edmond Hamiltonnal közösen, 2021, Delta Vision, ISBN 9789633953617)

## Külső hivatkozások
- Carly Lane: Forgotten Women of Genre: Leigh Brackett. SYFY WIRE, SYFY WIRE, 2019. március 15., podcast, online változat
- Brackett által, illetve róla írt munkák a gutenberg.org-on
- Brackett által, illetve róla írt munkák az archive.org-on
- Brackett munkái audiobook formátumban a librivox.org-on
- Brackett által, illetve róla írt munkák a Kongresszusi Könyvtár állományában
- Brackett forgatókönyv-vázlata az A Birodalom visszavág-hoz, angol nyelven

## Fordítás
- Ez a szócikk részben vagy egészben  a   Leigh Brackett című angol Wikipédia-szócikk ezen változatának fordításán alapul.  Az eredeti cikk szerkesztőit annak laptörténete sorolja fel. Ez a jelzés csupán a megfogalmazás eredetét és a szerzői jogokat jelzi, nem szolgál a cikkben szereplő információk forrásmegjelöléseként.